# Honanodon
Honanodon és un gènere extint de mamífers mesonics de la família dels mesoníquids que visqueren a Àsia durant l'Eocè mitjà, fa entre 37,2 i 48,6 milions d'anys. Se n'han trobat restes fòssils a la província xinesa de Henan. L'espècie H. hebetis tenia el protocònid oblic a la part posterior i una línia fina que separa el talònid. Aquest últim és ascendent i s'obre cap endavant. Ocupaven un nínxol ecològic semblant al que avui en dia correspon a les llúdries. El nom genèric Honanodon significa 'dent de Henan'.